# Pieszyce
Pieszyce [pʲɛˈʃɨʦɛ] (anhörenⓘ) (deutsch Peterswaldau; 1928–1945 Peterswaldau (Eulengebirge)) ist eine Stadt in der der Stadt- und Landgemeinde Pieszyce im Powiat Dzierżoniowski der Woiwodschaft Niederschlesien in Polen, mit 9318 Einwohnern (Stand 31. Dezember 2020).

## Geographie
Pieszyce liegt fünf Kilometer südwestlich von Dzierżoniów (Reichenbach) am Nordfuß des Eulengebirges am Pieszycki potok (Peterswalder Wasser) unterhalb des 693 m hohen Krähenbergs (polnisch Wrona).
Nachbarorte von Pieszyce sind Bratoszów (Stolbergsdorf) im Norden, Dzierżoniów (Reichenbach im Eulengebirge) im Nordosten, Piława Dolna (Nieder Peilau) im Osten, Bielawa (Langenbielau) im Südosten, Rościszów (Steinseifersdorf) im Westen und Piskorzów (Peiskersdorf) im Nordwesten.

## Geschichte

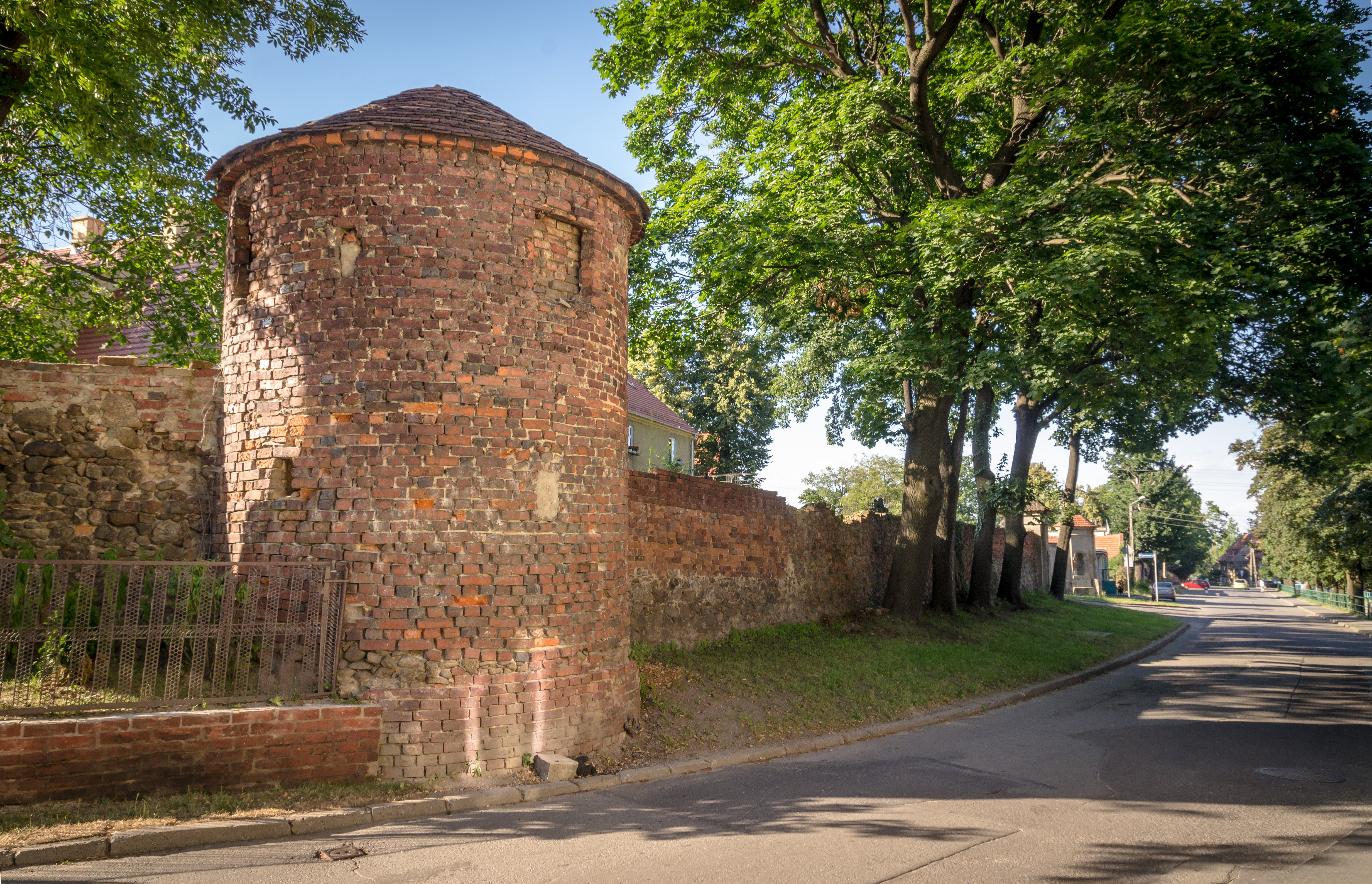
Reste der mittelalterlichen Stadtbefestigung

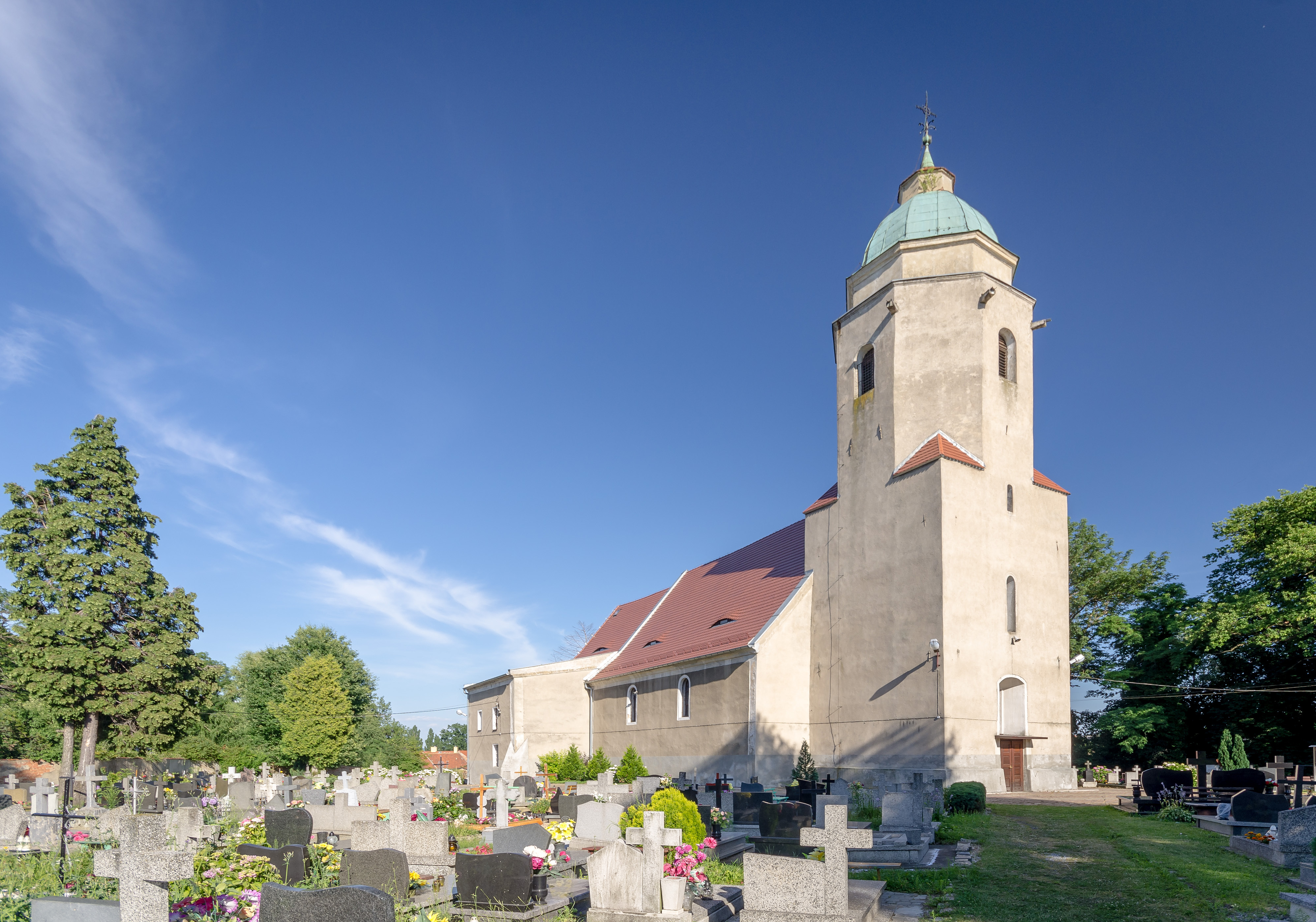
St.-Jakobs-Kirche von 1566

Peterswaldau wurde in der ersten Hälfte des 13. Jahrhunderts als ein Waldhufendorf angelegt. Erstmals urkundlich erwähnt wurde es im Jahre 1250, als es dem Otto von Wilin gehörte. Es bildete eine Siedlungseinheit bzw. Häuserzeile mit dem im Gebirge liegenden Steinkunzendorf (seit 1945 polnisch Kamionki). Da es sich neuneinhalb Kilometer im Gebirge hochzog, wurde es im Laufe seiner Geschichte in mehrere Ortsteile bzw. Gemarkungen unterteilt. Es gehörte zunächst zum Herzogtum Breslau und gelangte 1290/91 an das neu errichtete Herzogtum Schweidnitz. Anfang des 14. Jahrhunderts gehörte es den Brüdern Arnold und Heinemann von Peterswaldau. Nach dem Tod des Herzogs Bolko II. 1368 fiel es zusammen mit dem Herzogtum Schweidnitz-Jauer 1368 erbrechtlich an den böhmischen König Wenzel, der ein Sohn der Königin Anna von Schweidnitz war. Allerdings stand Bolkos II. Witwe, der Herzogin Agnes von Habsburg ein lebenslanger Nießbrauch zu. 1422 ist ein Franz von Peterswaldau als Burggraf von Reichenbach belegt. 1461 war Peterswaldau im Besitz des Heinz von Peterswaldau, dem 1470 Hans von Peterswaldau folgte.
Wie im benachbarten Langenbielau entwickelte sich ab dem 16. Jahrhundert die Weberei. 1582 gehörte Peterswaldau dem Sigismund von Peterswaldau, der bei seinem Tod 1582 fünf Söhne hinterließ. 1585 verkaufte der gleichnamige Sohn Sigismund von Peterswaldau einen Teil der Güter seinem Oheim Hans von Peterswaldau. 1597 gehörte es dem Adam von Reibnitz auf Schmolz, der 1599 verstarb. Erbin wurde dessen Tochter, die 1608 Friedrich von Gellhorn heiratete, an den Peterswaldau 1617 überging. Nach dem Dreißigjährigen Krieg ließen sich in Peterswaldau auch Weber aus Reichenbach nieder, da sie in Peterswaldau wegen der Kriegsfolgen nicht genug Arbeit hatten. Um 1700 erwarb Peterswaldau der Hirschberger Kaufmann Bernhard Bonit von Mohrenthal. 1721 gelangte es an Erdmann II. von Promnitz. Ihm erteilte Kaiser Karl VII. in seiner Eigenschaft als König von Böhmen das Recht, die nächsten 20 Jahre Webwaren herstellen zu dürfen. Daraufhin berief Graf Promnitz Weber aus Sachsen, die sich in Peterswaldau niederließen.

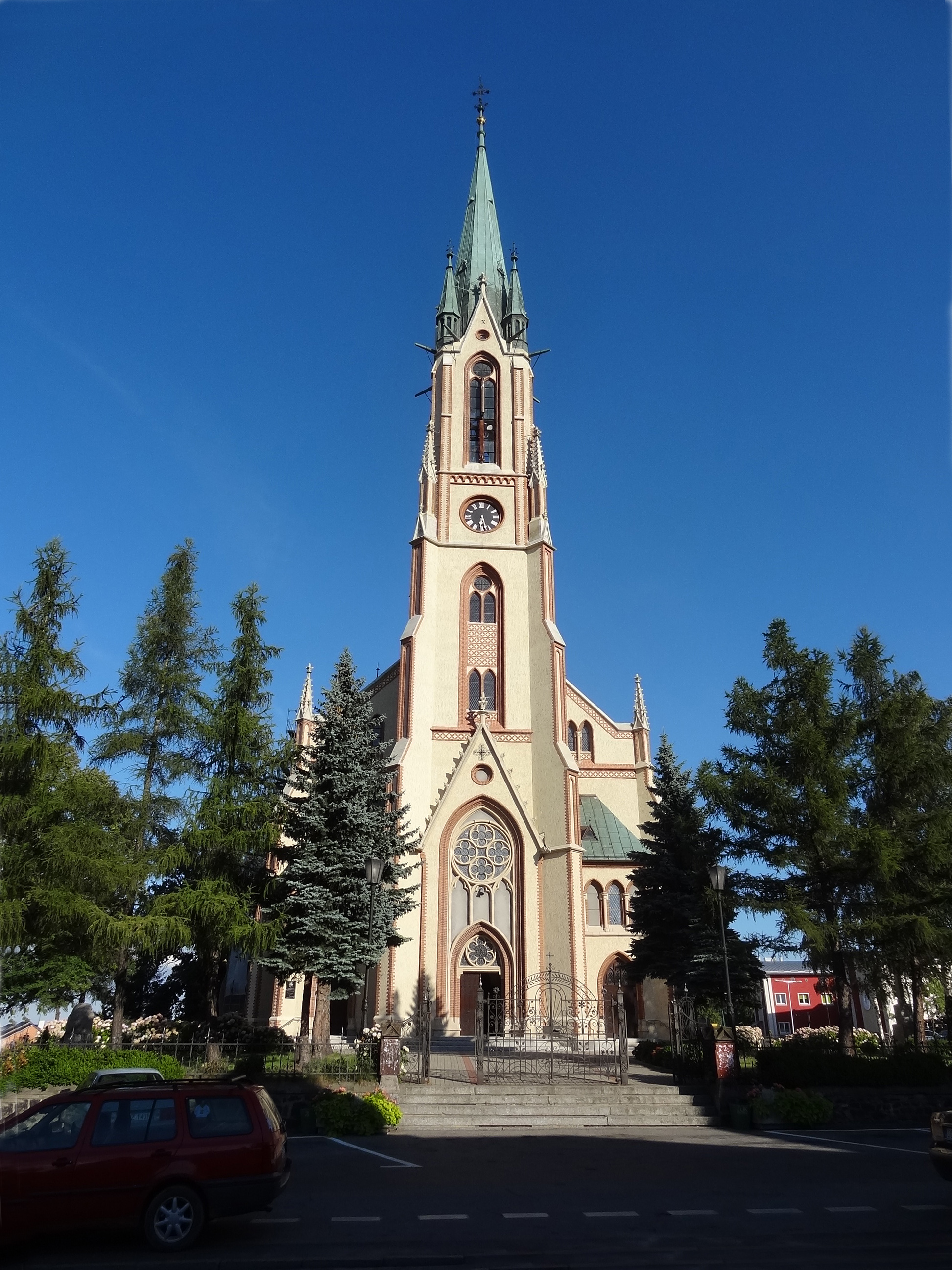
St.-Antonius-Kirche, 1871 bis 1875 erbaut

Nach dem Ersten Schlesischen Krieg 1742 fiel Peterswaldau mit dem größten Teil Schlesiens an Preußen. Da damit die bisherigen religiösen Beschränkungen für die Evangelischen wegfielen, erhielt die Herrnhuter Brüdergemeine 1743 eine Konzession zur Ansiedlung von Mitgliedern der Brüdergemeine. Aus unbekannten Gründen ließen sie sich nicht in Peterswaldau, sondern in der benachbarten, 1742 gegründeten Kolonie Gnadenfrei nieder. 1765 schenkte Johann Erdmann von Promnitz Schloss und Herrschaft Peterswaldau seinem Großneffen Christian Friedrich zu Stolberg-Wernigerode, von dem beides testamentarisch an dessen zweitältesten Sohn Ferdinand zu Stolberg-Wernigerode überging. Dessen Nachkommen blieben im Besitz von Peterswaldau bis zur Enteignung 1945.
Seit der Neugliederung Preußens gehörte Peterswaldau ab 1816 zum neu gegründeten Landkreis Reichenbach, mit dem es bis 1945 verbunden blieb. Von wirtschaftlicher Bedeutung war weiterhin vor allem die Baumwollverarbeitung. Für das Jahr 1828 sind 560 Spinner und 280 Weber belegt. 1840 gab es 670 Baumwoll-, 58 Woll-, acht Leinwand- und 45 andere Webstühle. Da die Weber unter beklagenswerten Bedingungen arbeiten mussten, kam es vom 3. bis 6. Juni 1844 zu einem Weberaufstand, der gegen den Textilfabrikanten Zwanziger gerichtet war und sich auch nach Langenbielau ausbreitete. Der Aufstand wurde in Heinrich Heines Gedicht Die schlesischen Weber und in Gerhart Hauptmanns Schauspiel Die Weber dargestellt.
1874 wurde der Amtsbezirk Peterswaldau errichtet, der aus den Landgemeinden Dorotheenthal, Mittel Peterswaldau, Nieder Peterswaldau, Ober Peterswaldau, Peterswaldau Königlichen Antheils und Stolbergsdorf sowie dem Gutsbezirk Peterswaldau-Forst bestand. 1895 wurden diese Landgemeinden zur Landgemeinde Peterswaldau zusammengeschlossen. Am 1. Juni 1900 wurde Peterswaldau an die Eulengebirgsbahn angeschlossen, die über das Eulengebirge nach Wünschelburg unterhalb des Heuscheuergebirges führte. 1928 erhielt Peterswaldau die amtliche Ortsbezeichnung Peterswaldau (Eulengebirge). 1939 zählte Peterswaldau 6976 Einwohner.
Im Zweiten Weltkrieg befand sich hier ein Außenlager des KZ Groß-Rosen. Dort betrieb die Rüstungsfirma Karl Diehl eine Fabrik für die Produktion von Granatzündern. Vier Kilometer vor der Stadt hat die SS eine alte Sportschule zu einem Lager umgebaut. Die Deutschen internieren hier 2000 Zwangsarbeiter, darunter 800 Frauen. Sie waren in sechs Baracken untergebracht. Eine junge Jüdin schrieb dort heimlich eine Tagebuch auf Laufkarten, das bis heute erhalten blieb. Das junge Mädchen stand in der Fabrik an der Werkbank und baute Zünder in Granaten ein, 14 Stunden täglich. Jeder Arbeitsschritt musste penibel auf Laufkarten dokumentiert werden. Ohne Sheindis Tagebuch wüsste man wenig bis gar nichts.
Als Folge des Zweiten Weltkriegs fiel Peterswaldau 1945 mit dem größten Teil Schlesiens an Polen und wurde nachfolgend in Pieszyce umbenannt. Die deutsche Bevölkerung wurde, soweit sie nicht schon vorher geflohen war, vertrieben. Die neu angesiedelten waren teilweise Zwangsumgesiedelte aus Ostpolen, das an die Sowjetunion gefallen war. Von 1945 bis 1954 war Pieszyce eine selbständige Landgemeinde. 1961 wurde es zur stadtartigen Siedlung, 1962 zur Stadt erhoben. Von 1975 bis 1998 gehörte es zur Woiwodschaft Wałbrzych (Waldenburg).

## Partnerstädte
- Schortens, Deutschland
- Świecie, Polen

## Sehenswürdigkeiten

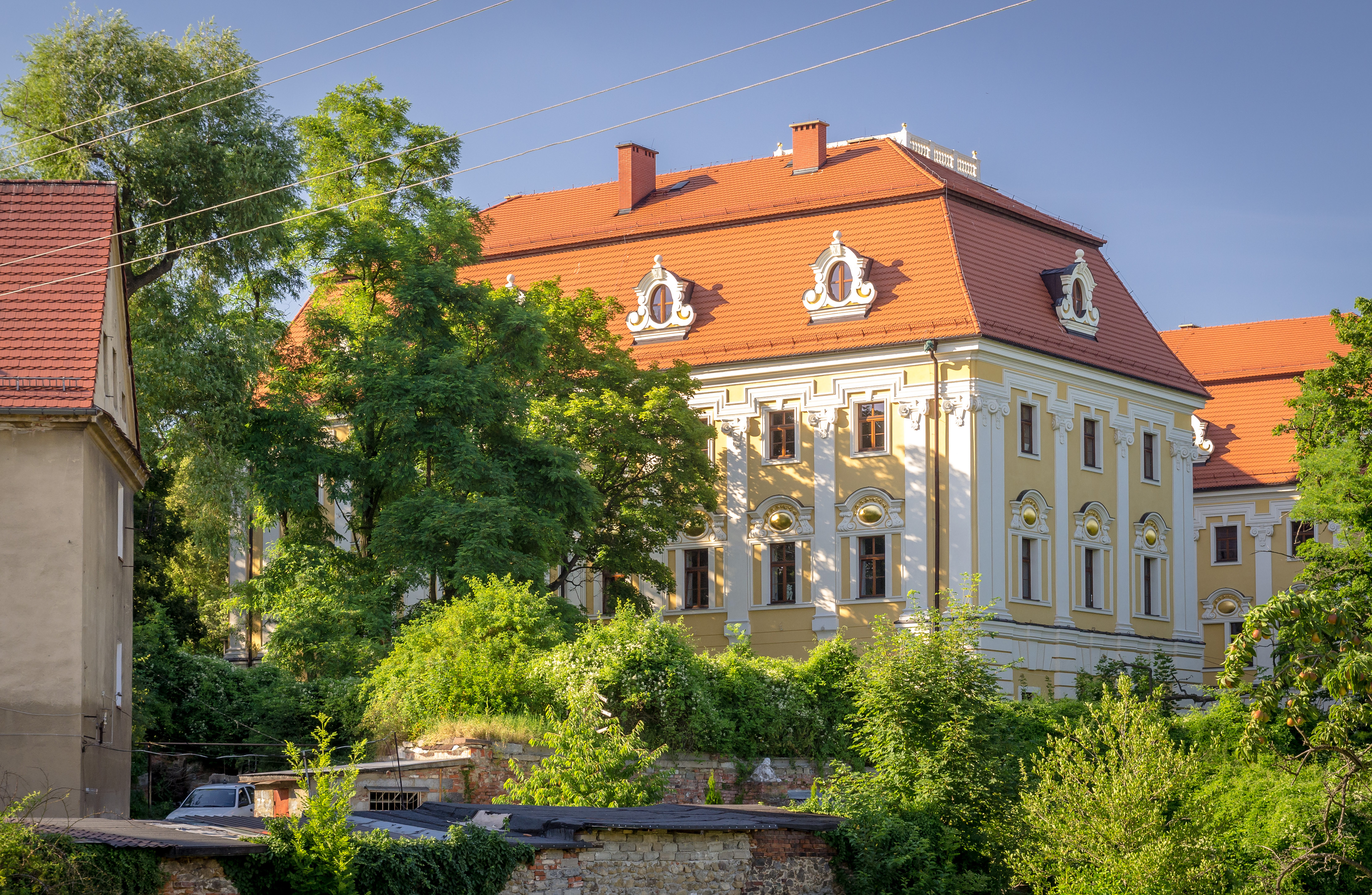
Schloss Peterswaldau

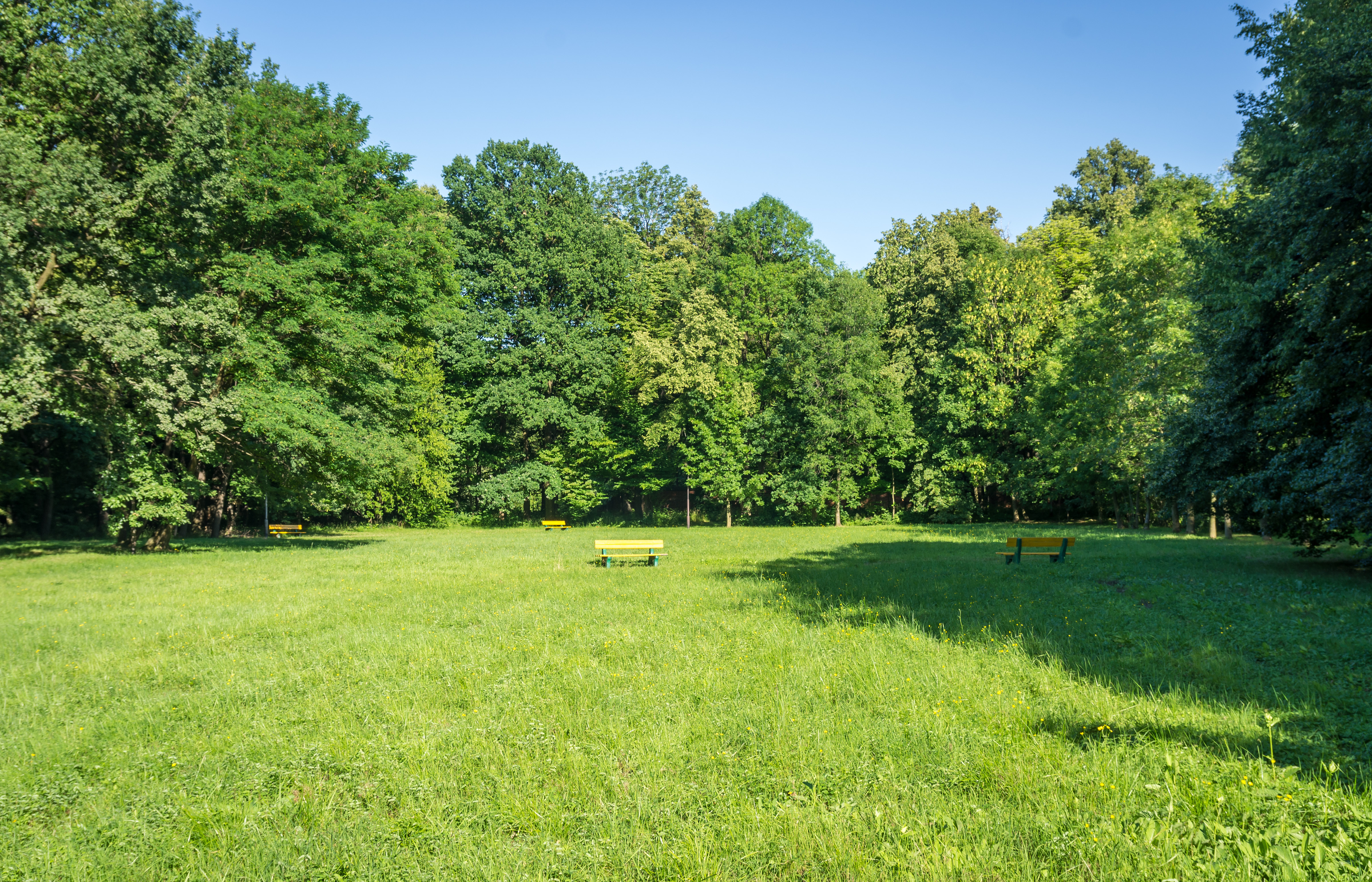
Schlosspark

- Das Schloss Peterswaldau wurde zwischen 1615 und 1617 von Ernst von Gellhorn errichtet und 1643 mit Mauer, Graben und Zugbrücke befestigt. 1710 erfolgte ein Umbau zu einem dreiflügeligen Barockschloss für Bernhard Bonit von Mohrenthal, wahrscheinlich durch den Baumeister Martin Frantz. Nach dem Übergang an Polen 1945 wurde es dem Verfall preisgegeben. Nach der politischen Wende 1989 gelangte es in Privatbesitz. Gegenwärtig wird es rekonstruiert.
- St.-Jakobs-Kirche, 1566 erbaut im Stil der Backsteingotik.
- St.-Antonius-Kirche, ehemalige evangelische Kirche, von 1871 bis 1875 erbaut[5]
- Südlich vom Schlosstor befindet sich ein zweigeschossiger Rechteckbau, der 1818 umgebaut wurde.
- Aussichtsturm auf der Hohen Eule

## Söhne und Töchter der Stadt
- Eberhard zu Stolberg-Wernigerode (1810–1872), Politiker und preußischer Staatsbeamter
- Anna zu Stolberg-Wernigerode (1819–1868), Diakonissin
- Bolko zu Stolberg-Wernigerode (1823–1884), Lokalpolitiker
- Aloys Lammers (1877–1966), Politiker
- Clemens Lammers (1882–1957), Verbandsfunktionär, Politiker, Industrie- und Kartelllobbyist
- Fritz Kiesler (1906–1993), Bildhauer und Kunsthandwerker
- Gustav Barschdorf (1908–1989), SS-Hauptscharführer und Kriegsverbrecher